# نمذجة معمارية

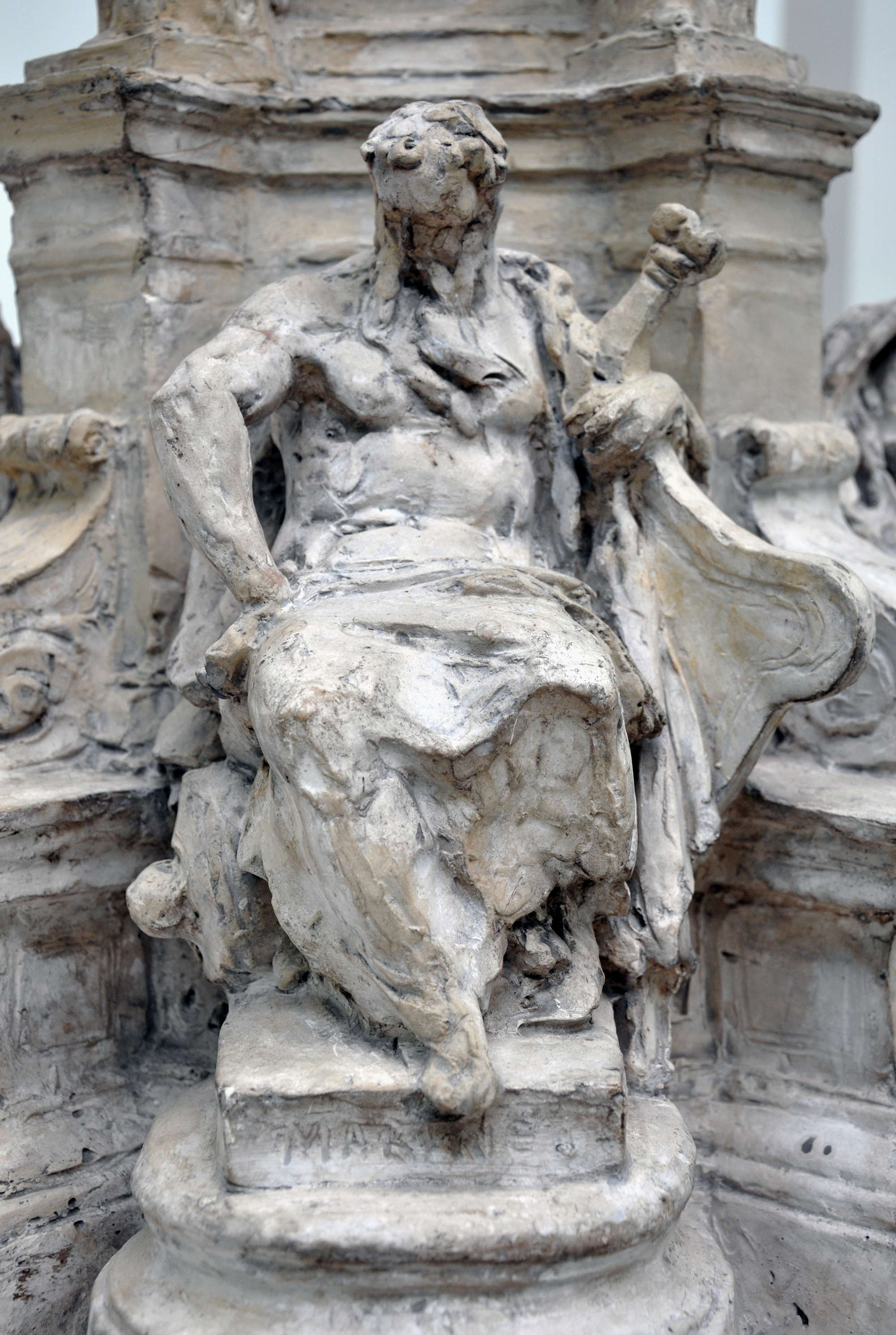

النموذج المعماري (Maquette) هو مجسم هندسي ثلاثي الأبعاد صغير يُطابق تماما المشروع الكبير بجميع تفاصيله، فمثلا إذا أراد شخص ما بناء مدرسة أو مركز تجاري. فإنه يطلب من مُجيد هذا الفن بإنشاء مجسم صغير للمدرسة لكي يرى كيف ستبدو عليه المدرسة عند اكتمالها على أرض الواقع.
النماذج المعماري يتم تنفيذه من رقائق الخشب لتكوين المجسم الذي تشبه البناء الحقيقي بشكل مصغر يأخذ الابعاد الثلاثية

## مواقع خارجية
- أتوكاد 2007 بالعربي